# Terengganu
Terengganu (voorheen Trengganu of Tringganu) is een van de dertien staten van Maleisië. De staat ligt op het vasteland van Maleisië en aan de oostkust. De provinciehoofdstad is Kuala Terengganu.

## Geografie
Terengganu heeft een oppervlakte van 13.000 km², daarmee is het qua grootte de zesde staat van Maleisië.
De staat grenst maar aan twee andere staten, beide in het westen: Kelantan en Pahang. In het oosten grenst Terengganu enkel aan het water, de Zuid-Chinese Zee.

## Bestuurlijke indeling
Terengganu is onderverdeeld in 7 districten:
- Besut
- Dungun
- Hulu Terengganu
- Kemaman
- Kuala Terengganu
- Marang
- Setiu